# 24 октомври
24 октомври е 297-ият ден в годината според григорианския календар (298-и през високосна година). Остават 68 дни до края на годината.

## Събития
- 439 г. – Вандалите, предвождани от Гензерих, превземат Картаген и основават свое кралство.
- 1071 г. – Михаил VII Дука става император на Византия.

- 1260 г. – Катедралата Нотр Дам дьо Шартр в Шартр, Франция, е осветена в присъствието на крал Луи IX.
- 1648 г. – Подписан е Вестфалския мирен договор, който слага край на Тридесетгодишната война.
- 1795 г. – Полско-литовската държава Жечпосполита е окончателно разделена между Австрия, Прусия и Русия.
- 1851 г. – Английският астроном Уилям Ласел открива Ариел и Умбриел – естествени спътници на Уран.
- 1857 г. – Основан е ФК Шефилд – най-старият футболен клуб в света.
- 1859 г. – Английският кораб Роял Чартър попада на подводни скали недалеч от Ливърпул и потъва – загиват 465 души.
- 1872 г. – След Арабаконашкия обир турската полиция арестува Димитър Общи.
- 1877 г. – Руско-турска война (1877-1878): след Битката при Горни Дъбник, Плевен е напълно обсаден от руската армия.
- 1885 г. – В Цариград е свикана конференция на Великите сили по източнорумелийския въпрос.
- 1902 г. – При изригване на вулкана Санта Мария в Гватемала загиват около 6000 души.
- 1912 г. – Балканска война: Лозенградската операция завършва с победа за България.
- 1912 г. – Балканска война: битката при Куманово завършва с победа за Сърбия.
- 1920 г. – В Канада е въведен сух режим.
- 1929 г. – Голямата депресия: Нюйоркската фондова борса се срива на 24 октомври – черния четвъртък, което довежда до серия от банкрути и предизвиква световна рецесия.
- 1935 г. – Италия напада Етиопия.
- 1944 г. – Съгласно наредба-закон на членовете на Съюза на българските писатели се признава висше образование.
- 1945 г. – Приет е уставът на ООН.
- 1947 г. – Индийската провинция Кашмир е обявена за самостоятелна държава от ислямски сепаратисти.
- 1952 г. – Президентът на САЩ Дуайт Айзенхауер обявява война на Корея с думите „кръстоносен поход срещу комунизма“.
- 1960 г. – При взрив на космодрума Байконур, възникнал при изпитването на съветска балистична ракета Р-16, загиват около 90 души, в това число командващият ракетните войски маршал Митрофан Неделин.
- 1964 г. – Северна Родезия получава независимост от Великобритания и става Република Замбия; Южна Родезия (по-късно Зимбабве) остава колония.
- 1971 г. – Тайван е изключен от ООН.
- 1983 г. – Военни части на САЩ извършват инвазия в Гренада.
- 1989 г. – Външният министър Петър Младенов подава оставка пред Политбюро на ЦК на БКП, в която обвинява Тодор Живков за външната изолация на България.
- 1990 г. – Италианският министър-председател Джулио Андреоти разкрива пред италианския парламент съществуването на Операция Гладио, италианската „стей бихайнд“ тайна паравоенна армия на НАТО, замесена в терористични атаки под фалшив флаг като част от стратегията на напрежението от късните 60 до ранните 80 години на 20. век.
- 1990 г. – Обявена е декларация за държавен суверенитет на Казахстан.
- 2003 г. – Конкорд извършва последния си пътнически полет, закривайки ерата на свръхзвуковия авиотранспорт.

## Родени
- 51 г. – Домициан, римски император († 96 г.)
- 1632 г. – Антони ван Льовенхук, нидерландски биолог († 1723 г.)
- 1796 г. – Аугуст фон Платен, германски поет († 1835 г.)
- 1804 г. – Вилхелм Вебер, германски физик († 1891 г.)
- 1814 г. – Рафаел Карера, президент на Гватемала († 1865 г.)
- 1847 г. – Атанас Гюдженов, български художник († 1936 г.)
- 1865 г. – Григор Кюркчиев, български военен деец († 1925 г.)
- 1873 г. – Жул Риме, френски футболен деятел († 1956 г.)
- 1877 г. – Ернст Милк, финландски композитор († 1899 г.)
- 1882 г. – Имре Калман, унгарски композитор († 1954 г.)
- 1910 г. – Михаил Кантарджиев, български шахматист († 2002 г.)
- 1915 г. – Боб Кейн, американски аниматор († 1998 г.)
- 1925 г. – Виолета Масларова, българска художничка († 2006 г.)
- 1925 г. – Лучано Берио, италиански композитор († 2003 г.)
- 1927 г. – Рафаел Анхел Барето Кастильо, венецуелски дипломат
- 1929 г. – Йордан Радичков, български писател († 2004 г.)
- 1932 г. – Пиер-Жил дьо Жен, френски физик, Нобелова награда за физика през 1991 г. († 2007 г.)
- 1932 г. – Робърт Мъндел, канадски икономист, Нобелова награда за икономика през 1999 г. († 2021 г.)
- 1935 г. – Иван Иванов, български офицер († 2020 г.)
- 1938 г. – Венедикт Ерофеев, руски писател († 1990 г.)
- 1938 г. – Валтер Капахер, австрийски писател († 2024 г.)
- 1939 г. – Пола Гън Алън, американска писателка († 2008 г.)
- 1939 г. – Ф. Мъри Ейбръхам, американски актьор
- 1940 г. – Харди, български илюзионист († 2015 г.)
- 1943 г. – Симеон Щерев, български музикант († 2020 г.)
- 1945 г. – Юджийн Скот, американска антроположка
- 1947 г. – Кевин Клайн, американски актьор
- 1952 г. – Светослав Пейчев, български писател
- 1956 г. – Екатерина Михайлова, български политик
- 1958 г. – Владимир Пенев, български актьор
- 1960 г. – Любе Бошкоски, македонски политик
- 1961 г. – Жана Караиванова, българска актриса
- 1962 г. – Джонатан Дейвис, уелски ръгбист
- 1964 г. – Илияна Йотова, български политик
- 1966 г. – Роман Абрамович, руски предприемач
- 1967 г. – Борислав Ясенов, български флейтист
- 1969 г. – Георги Милчев-Годжи, български музикант
- 1974 г. – Коста Стоянов, български политик
- 1975 г. – Хуан Пабло Анхел, колумбийски футболист
- 1976 г. – Петър Стойчев, български плувец
- 1981 г. – Валери Димитров, български каратист
- 1985 г. – Димо Атанасов, български футболист
- 1985 г. – Уейн Руни, английски футболист
- 1989 г. – Феликс Шелбърг (PewDiePie), шведски ютубър и геймър

## Починали
- 996 г. – Хуго Капет, крал на Франция (* 938 г.)
- 1537 г. – Джейн Сиймур, английска кралица, съпруга на Хенри VIII (* ок. 1507 г.)
- 1601 г. – Тихо Брахе, датски астроном и алхимик (* 1546 г.)
- 1655 г. – Пиер Гасенди, френски духовник и математик (* 1592 г.)
- 1725 г. – Алесандро Скарлати, италиански композитор (* 1660 г.)
- 1838 г. – Джоузеф Ланкастър, английски педагог (* 1778 г.)
- 1869 г. – Пьотър Фьодорович Анжу, руски арктически изследовател (* 1796 г.)
- 1915 г. – Христо Чернопеев, български военен и революционер от ВМОРО (* 1868 г.)
- 1920 г. – Мария Александровна Сакскобургготска, херцогиня на Единбург (* 1853 г.)
- 1938 г. – Ернст Барлах, германски скулптор и писател (* 1870 г.)
- 1944 г. – Луи Рено, френски изобретател (* 1877 г.)
- 1948 г. – Франц Лехар, унгарски композитор (* 1870 г.)
- 1957 г. – Кристиан Диор, френски моден дизайнер (* 1905 г.)
- 1958 г. – Джордж Едуард Мур, британски философ (* 1873 г.)
- 1964 г. – Георги Ефремов, български хирург (* 1883 г.)
- 1971 г. – Христо Лилков, български военен деец и политик (* 1896 г.)
- 1974 г. – Давид Ойстрах, украински цигулар (* 1908 г.)
- 1976 г. – Георгий Острогорски, руски византолог (* 1902 г.)
- 1989 г. – Найден Геров, български композитор (* 1916 г.)
- 1991 г. – Джин Родънбъри, американски телевизионен продуцент (* 1921 г.)
- 1993 г. – Петър Славински, български писател (* 1909 г.)
- 2005 г. – Роза Паркс, американска общественичка по правата на човека (* 1913 г.)
- 2011 г. – Джон Маккарти, американски информатик и когнитивен изследовател (* 1927 г.)
- 2013 г. – Маноло Ескобар, испански певец (* 1931 г.)
- 2017 г. – Фатс Домино, американски певец (* 1928 г.)
- 2021 г. – Денис Теофиков, български попфолк певец (* 2000 г.)

## Празници
- Международен ден на ООН (1945 г.)
- Световен ден за борба с полиомиелита
- България –
  - Празник на град Разлог
  - Празник на картофа в град Клисура
- Замбия – Ден на независимостта (от Великобритания, 1964 г., национален празник)
- Русия – Ден в памет на загиналите от ракетните войски (1960 и 1963 г.)